# Calizaya
Calizaya (auch: Callisaya) ist eine Ortschaft im Departamento La Paz im südamerikanischen Anden-Staat Bolivien.

## Lage im Nahraum
Calizaya ist zentraler Ort des Kanton Calizaya im Municipio La Asunta in der Provinz Sud Yungas. Die Ortschaft liegt in einer Höhe von 1347 m am Nordhang oberhalb des Río Boopi.

## Geographie
Calizaya liegt in den bolivianischen Yungas am Ostabhang des Hochgebirgsrückens der Cordillera Real. Das Klima ist ein typisches Tageszeitenklima, bei dem die mittlere Schwankung der Tagestemperaturen deutlicher ausfällt als die jahreszeitlichen Schwankungen.
Die mittlere Durchschnittstemperatur der Region liegt bei 21 °C (siehe Klimadiagramm Chulumani), die mittleren Monatswerte schwanken nur unwesentlich zwischen 18 °C im Juli und 22 °C im Dezember. Der Jahresniederschlag beträgt etwa 1150 mm, die Monatsniederschläge liegen zwischen etwa 20 mm in den Monaten Juni und Juli und mehr als 150 mm von Dezember bis Februar.

## Verkehrsnetz
Calizaya liegt in einer Entfernung von 184 Straßenkilometern östlich von La Paz, der Hauptstadt des gleichnamigen Departamentos.
Von La Paz führt die asphaltierte Nationalstraße Ruta 3 in nordöstlicher Richtung 60 Kilometer bis Unduavi, von dort zweigt die unbefestigte Ruta 25 in südöstlicher Richtung ab entlang des Río Unduavi und erreicht nach 70 Kilometern Chulumani. Von dort führt eine unbefestigte Landstraße zwanzig Kilometer über Tajma nach Pasto Pata. Von Pasto Pata aus führt eine Straße zehn Kilometer an einem Bachtal hinab in das Tal des Río Tamampaya und überwindet dabei eine Differenz von 750 Höhenmetern. Die Straße überquert den Fluss und führt an Villa Barrientos vorbei weitere achtzehn Kilometer entlang an seinem linken, nördlichen Ufer bis zur Mündung in den Río Boopi. Von dort sind es noch einmal dreizehn Kilometer den Río Boopi flussabwärts über Yanamayu und Chamaca bis Charobamba. Vier Kilometer unterhalb von Charobamba zweigt nach links eine Straße ab, die sich fast 500 Höhenmeter zu den Ortschaften El Palmar, Calizaya und Charoplaya hinaufwindet. 

## Bevölkerung
Die Einwohnerzahl der Ortschaft ist in den vergangenen beiden Jahrzehnten auf mehr als das Dreifache angestiegen:
| Jahr | Einwohner | Quelle       |
| ---- | --------- | ------------ |
| 1992 | 197       | Volkszählung |
| 2001 | 321       | Volkszählung |
| 2012 | 676       | Volkszählung |
| 2024 |           | Volkszählung |